# Die Druiden
Die Druiden (Originaltitel: Les druides) ist eine französische Comicserie, im Original erschienen bei dem für frankobelgische Comic-Serien bekannten Verlag Soleil Productions. Die Serie wird von Jean-Luc Istin und Thierry Jigourel geschrieben, Jacques Lamontagne ist für Zeichnung und Farben verantwortlich. Die Comicserie wird in Deutschland seit 2008 von Splitter-Verlag herausgegeben. Mit dem sechsten Band "Dämmerung" endet der erste Zyklus, die Reihe gilt ab Band Sieben als fortlaufende Serie, die auch weiterhin bei Splitter erscheint.

## Inhalt
Die Druiden spielt im ausgehenden 5. Jahrhundert und beschreibt die Konflikte zwischen der neuen Religion und dem aussterbenden alten Glauben. Nach drei rituellen Morden an Mönchen wird von den übrigen Mönchen eine schnelle Aufklärung der Morde erwartet. Da alle Hinweise auf den Kult der Druiden weisen, wird entschieden, den Druiden Gwen'chlan zu beauftragen, die Morde zu untersuchen. Gwen'clan folgt der Aufforderung, da ihn eine alte Freundschaft zu dem Mönch Budog verbindet. Von nun an versuchen Gwen'clan und seine Schüler Taran und Budog, die Morde aufzuklären.

## In deutscher Übersetzung veröffentlichte Bände
- Band  1: Das Geheimnis der Oghams (Le Mystère des Oghams – 2005)
- Band  2: Die weiße Stadt (Is la Blanche – 2006)
- Band  3: Die Lanze des Lug (La Lance de Lug – 2007)
- Band  4: Der Kreis der Riesen (La Ronde des Géants – 2008)
- Band  5: Der Schicksalsstein (La Pierre de destinée – 2009)
- Band  6: Dämmerung (Crépuscule" – 2012, Abschlußband des 1. Zyklus)
- Band  7: Die Verschwundenen von Cornwall (Les disparus de Cornouailles – 2012)
- Band  8: Geheimnis des Ostens (Les Secrets d'Orient – 2014)
- Band  9: Die Zeit der Raben (Le temps des corbeaux – 03/2017)

## Auszeichnungen
Der Zeichner Jacques Lamontagne erhielt für den ersten Band den Prix Réal-Filion des Festival de la BD francophone de Québec 2006.